# Cheeni kum (película)
64 Y 34 (Cheeni Kum, traducido del hindi como "Menos Azúcar") es una película de comedia romántica de la India en hindi lanzada en 2007 y dirigida por R. Balki. La película cuenta con las actuaciones de Amitabh Bachchan, Tabu, Paresh Rawal, Zohra Sehgal y Swini Khara.
Cheeni Kum tuvo su estreno en el Festival de Cine de Cannes el 21 de mayo de 2007, seguido de un estreno en Leicester Square el 22 de mayo de 2007. La película llegó a los cines el 25 de mayo de 2007. La película llegó a los cines el 25 de mayo de 2007. Con un presupuesto de producción de 11 crores, logró recaudar un total de 32.3 crores en taquilla, estableciendo su éxito comercial. Tras su lanzamiento, recibió críticas positivas de los críticos, que elogiaron la dirección, la historia, el guion, los diálogos, la banda sonora y las actuaciones del elenco.
En la 53.ª edición de los Premios Filmfare, "Cheeni Kum" recibió un premio en la categoría de Mejor Actriz (Críticos), que fue otorgado a Tabu.

## Trama
Cheeni Kum se centra en Buddhadev Gupta (Amitabh Bachchan), un chef de 64 años y propietario del prestigioso restaurante indio en Londres llamado Spice 6. Vive con su madre de 85 años (Zohra Sehgal) y su joven amiga y confidente, 'Sexy' (Swini Khara), quien enfrenta una batalla contra el cáncer. Buddhadev es un hombre arrogante, egocéntrico y pomposo, cuya única pasión en la vida es la cocina. A pesar de su soltería empedernida, nunca ha experimentado el amor hasta que entra en su restaurante y en su vida Nina Verma (Tabu), una mujer india de 34 años, hermosa y encantadora. Aunque contrastan en edad, carácter y actitud, se enamoran a pesar de las adversidades.
Deciden casarse, y Buddhadev, al estilo tradicional, busca la aprobación del padre de Nina, Omprakash Verma (Paresh Rawal), un auténtico seguidor de Gandhi que reside en Delhi. Sin embargo, el principal obstáculo es la diferencia de edad entre Buddhadev y el padre de Nina. Omprakash inicialmente se opone vehementemente a la relación y comienza una huelga de hambre al estilo de Gandhi para disuadir a su hija. Finalmente, reconoce su error y permite que Nina siga su corazón.

## Elenco
- Amitabh Bachchan como Buddhadev Gupta
- Tabú como Nina Verma
- Paresh Rawal como Omprakash Verma
- Zohra Sehgal como la madre de Buddhadev
- Swini Khara como Sexy
- Alexx O'Nell como el camarero inglés

## Banda sonora
Ilaiyaraaja compuso la partitura y la banda sonora de la película "Cheeni Kum". Las canciones incluían melodías que fueron reutilizadas de canciones anteriores del compositor en otros idiomas, pero los arreglos musicales eran nuevos para la película.
| Número de pista | Canción                | Cantante                         | notas                                                   |
| --------------- | ---------------------- | -------------------------------- | ------------------------------------------------------- |
| 1               | "Cheeni Kum" (mujer)   | Shreya Ghoshal                   | basado en "Mandram Vantha Thendralukku" de Mouna Ragam  |
| 2               | "Baatein Hawa" (Dúo)   | Amitabh Bachchan, Shreya Ghoshal | basado en "Kuzhal Ootham" de Mella Thiranthathu Kadhavu |
| 3               | "Jaane Do Na"          | Shreya Ghoshal                   | basado en "Jotheyali" de Geetha                         |
| 4               | "Sooni Sooni" (Hombre) | Vijay prakash                    |                                                         |
| 5               | "Baatein Hawa" (Solo)  | Shreya Ghoshal                   |                                                         |

## Recepción

### Recepción de la crítica
Martin D'Souza de Glamsham calificó la película con 4/5 estrellas y concluyó que presentaba una combinación equilibrada de elementos: "Un toque de dulzura (Tabu), la cantidad justa de especias (Amitabh Bachchan), una dosis adecuada de frescura (Paresh Rawal), la cantidad perfecta de humor (Swini Khara) y un toque especial (Zohra Sehgal). Una propuesta limpia que puede ser disfrutada por toda la familia".
Raja Sen de Rediff le otorgó 3.5/5 estrellas y afirmó que, aunque la película no tenía la intención de ser innovadora, estaba escrita con madurez, destacando sus sólidos personajes, actuaciones impresionantes y momentos sobresalientes. Mencionó una secuencia especialmente brillante que involucra a un chef, un químico y otros elementos, describiéndola como magia cinematográfica y digna del precio de la entrada.
Naresh Kumar Deoshi de Apun Ka Choice otorgó 3/5 estrellas y elogió la brillante actuación de Amitabh Bachchan, así como la combinación de humor sarcástico y momentos emotivos en la película.
Taran Adarsh de Bollywood Hungama le dio 3/5 estrellas y concluyó que "En general, CHEENI KUM es cautivadora en partes. Una primera mitad promedio obtiene un impulso con una segunda mitad muy enérgica, llevando la película a un nivel que merece la pena ver. En taquilla, CHEENI KUM está dirigida principalmente a los cines múltiples. Las promociones inteligentes y la buena vibra deberían asegurar un recorrido positivo en estos cines".
Por otro lado, Rajeev Masand de CNN-IBN calificó la película con 2/5 estrellas, describiéndola como un espectáculo promedio en el mejor de los casos. Aunque recomendó la película para los fanáticos incondicionales de Amitabh Bachchan, expresó su deseo de que hubiera sido aún mejor.

### Taquillas
Aunque tuvo un comienzo decepcionante en taquilla, "Cheeni Kum" demostró ser un éxito al recaudar un total de ₹237.5 millones. A lo largo de su período en cines, la película logró acumular una recaudación neta de ₹169.7 millones.